# Israel Moses Henoch

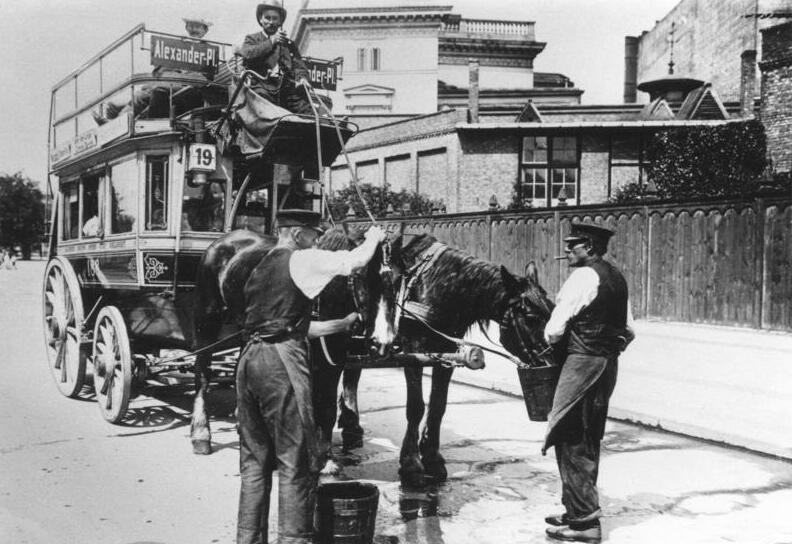
Berliner Pferdeomnibus um 1840 (Nr. 19, Richtung Alexanderplatz)

Israel Moses Henoch (geboren am 20. Juli 1770 in Berlin; gestorben am 22. Dezember 1844 in Dresden; bis 1820 war sein Familienname noch Henochsohn),  war ein preußisch jüdischer Nahverkehrsunternehmer, Bankier, Seidenfabrikant, Gutsbesitzer, Firmengründer. Er gilt als Begründer des Berliner Nahverkehrs.
In seiner Vaterstadt machte er sich für den Personennahverkehr mit Pferdedroschken verdient. Er war einer der erfolgreichsten Taxiunternehmer Berlins, nachdem Friedrich Wilhelm schon einmal 1739 ein Privileg für Droschken in Berlin vergeben hatte, der Betrieb wurde aber 1794 wieder eingestellt. Außerdem kaufte Henoch ein Rittergut in Gleißen in der Neumark, was dem Ort einen wirtschaftlichen Aufschwung einbrachte und eine architektonisch bedeutende Kirche.

## Leben und Wirken

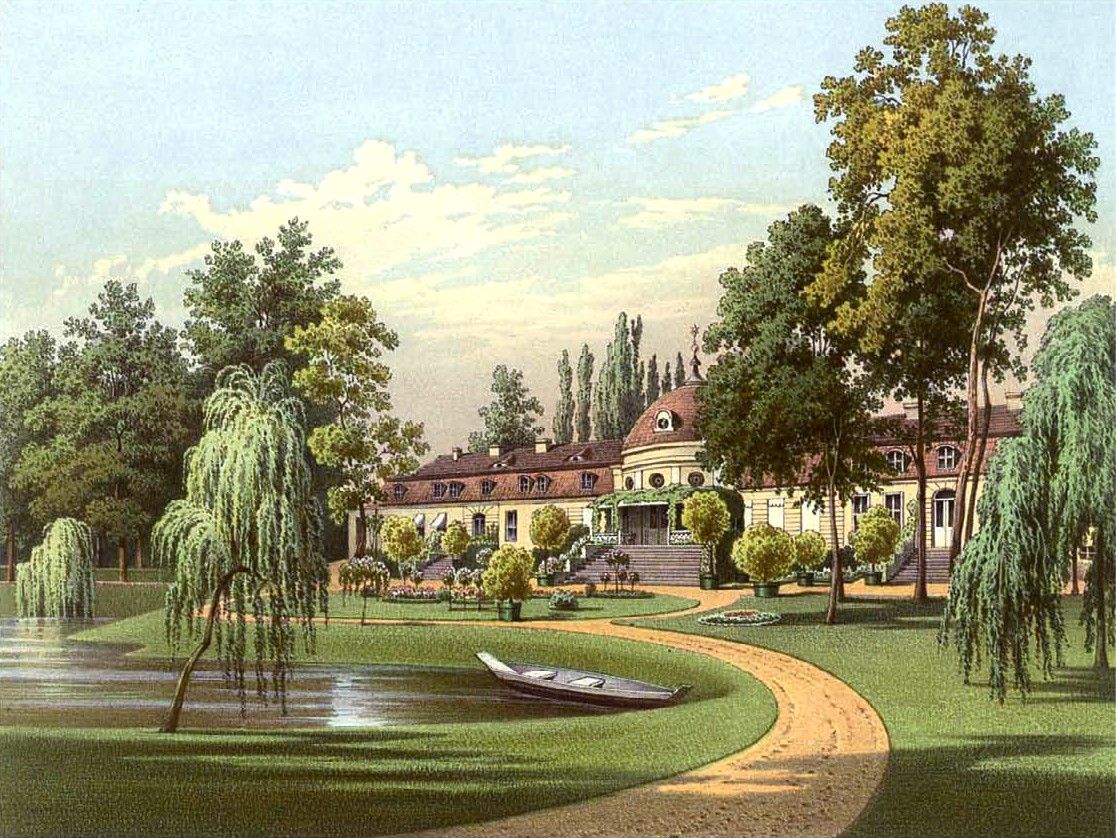
Rittergut Gleißen um 1860, Sammlung Alexander Duncker

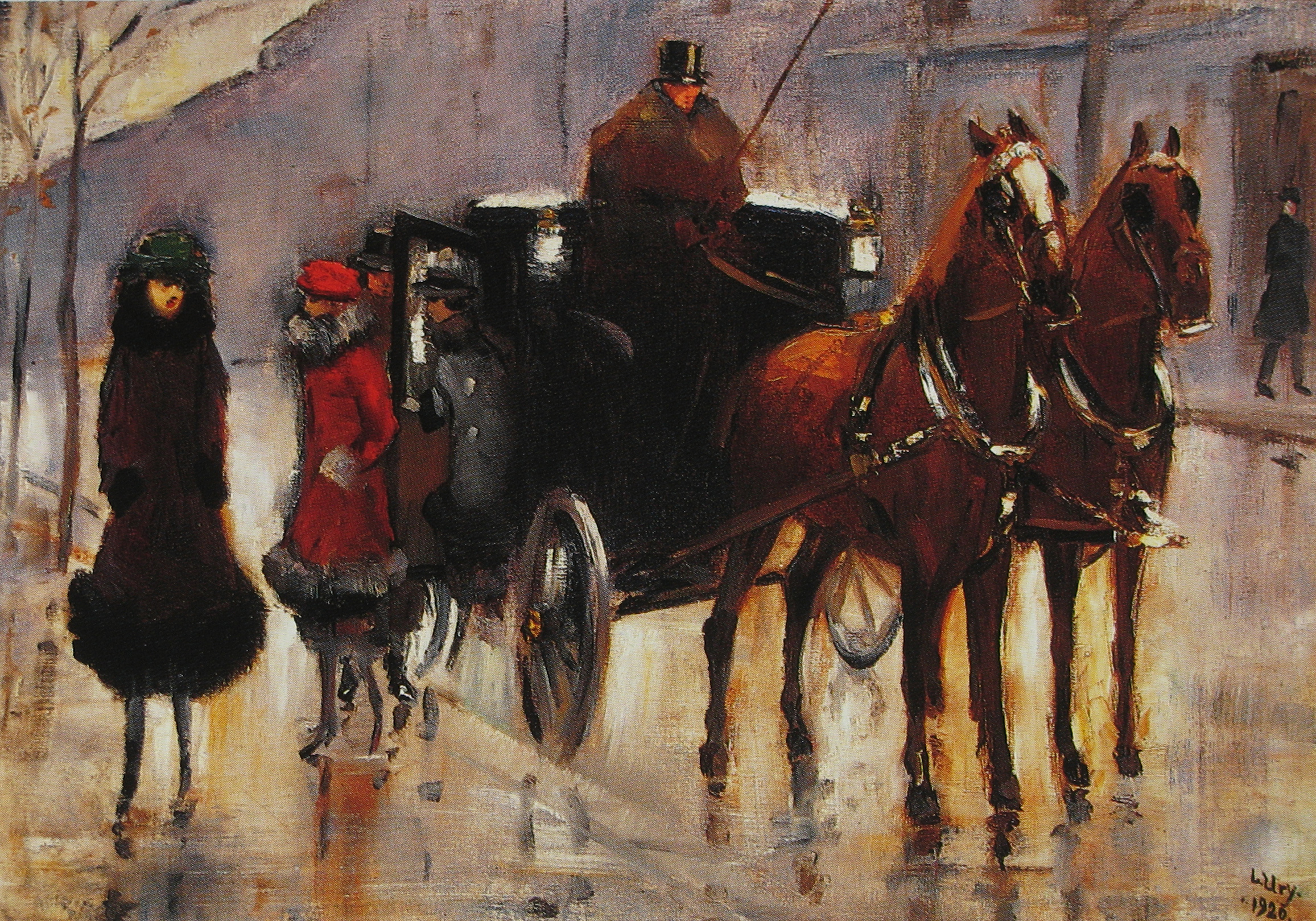
Damen, einer Droschke entsteigend, Leo Lesser Ury: 1920

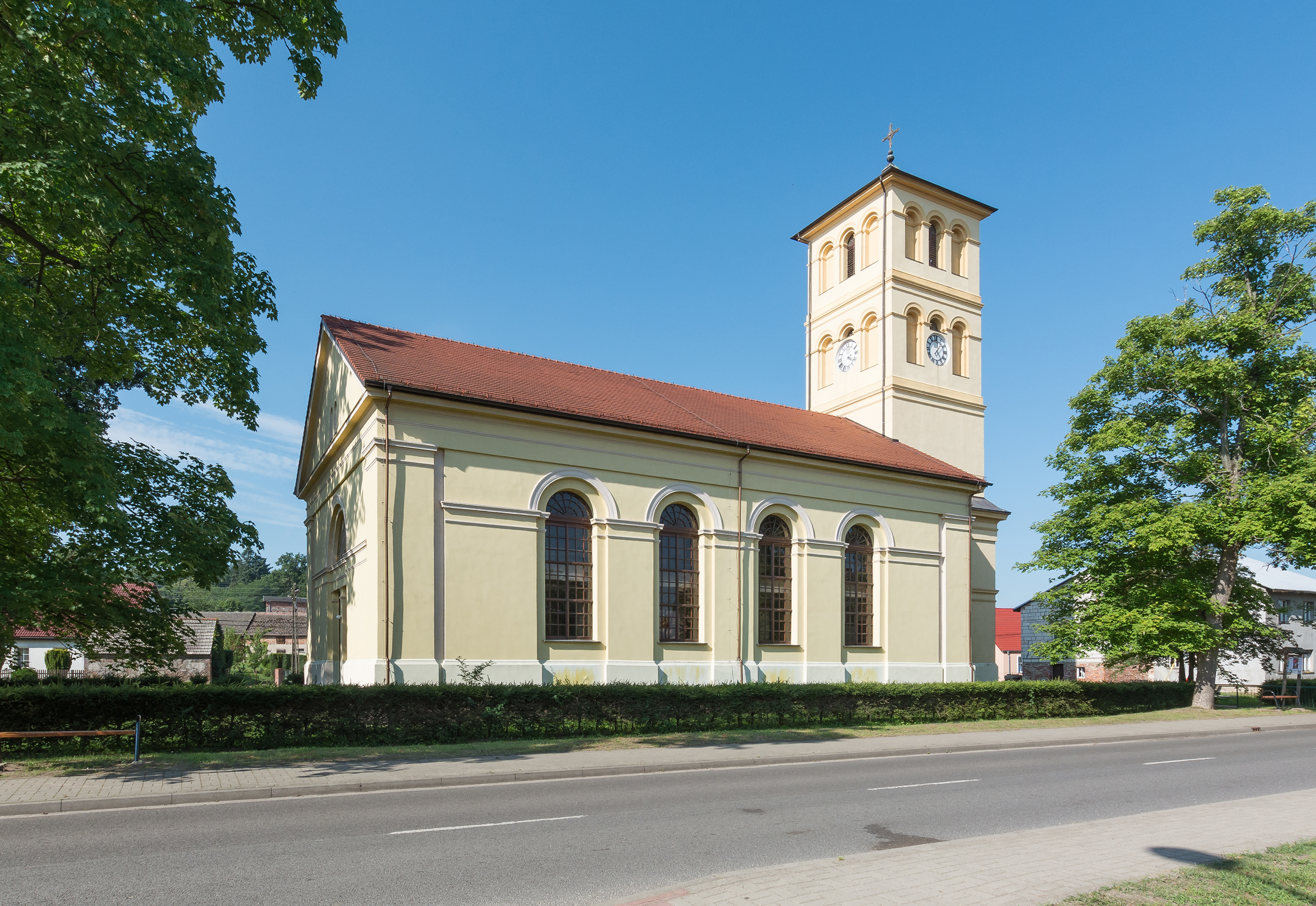
Heute katholische Herz-Jesu-Kirche (Glisno), Stifter: Israel Moses Henoch, Architekt: Karl Friedrich Schinkel

Henochsohn war der älteste Sohn von Moses Enoch (geboren am 21. Juli 1737 in Berlin; gestorben am 31. März 1803 in Berlin). Er hatte einen jüngeren Bruder namens Moses Henoch Henoch (geboren am 27. April 1776 in Berlin; gestorben unbekannt), der Kaufmann wurde und sich später Hermann Moritz Henoch nannte. Israel Henoch war verheiratet mit Caroline geb. Levison (geboren am 6. Mai 1779 in Minden; gestorben 24. November 1828), Tochter von Bankier Isaac Levinson (1742–1814).  Ihr Grab befand sich auf dem jüdischen Friedhof in Zielenzig.
Zunächst wirkte Henochsohn als Bankier und war Heereslieferant während der Napoleonischen Kriege.
1806–1807 ließ Moses sein Wohnhauses am Schlossplatz 13 in Berlin vom preußisch jüdischen Architekten Salomo Sachs (zu dieser Zeit noch Kondukteur) umbauen.
Nachdem ihnen 1814 das erforderliche Privileg erteilt worden war, eröffnete er 1815 zusammen mit dem Dessauer Pferdehändler Alexi Mortgen (Mordechai) (geboren 22. November 1761 in Dessau; gestorben 1. Mai 1828 in Berlin), gleicher jüdischer Religion, der seinen Namen später in Alexander Mortier änderte, die Droschkenanstalt zu Berlin. Das Privileg sah mindestens 80 Wagen vor. Die Gesellschaft begann mit 30 aus Warschau importierten Droschken. Schließlich waren es 120, wobei die ersten, schmalen Wagen mit der Zeit durch elegantere nach englischem Vorbild ersetzt wurden. Im Volksmund sprach man vom „Droschken-Henoch“.
Das Rittergut kaufte er 1818/19. Sechs Jahre danach gründete er in Gleißen eine Seidenfabrik mit dem Seidenfabrikanten Louis Gustav Heinrich Wilhelm Baudouin aus Berlin, gründete ein Alaunwerk und in der näheren Umgebung ein Braunkohlenbergwerk. Im Folgejahr eröffnete er im selben Ort ein Kurbad. Im nächsten Jahrzehnt stiftete er der evangelischen Gemeinde des Dorfes eine neue Kirche, nachdem er Karl Friedrich Schinkel als Architekten gewonnen hatte. Eingeweiht wurde die Kirche am 17. September 1837. Gleichzeitig wirkte er auch als Wohltäter der jüdischen Gemeinde der nahen Kreisstadt Zielenzig, heute Sulęcin. Um 1824 war er in seiner Freizeit Mitglied der Direktion der Königsstädtischen Aktiengesellschaft des Königsstädtischen Theaters Berlin und wurde auch zum Stadtverordneten der Berliner Stadtverordnetenversammlung gewählt.
Im Jahre 1830 bekam er als Jude vom Staat seine Einbürgerung, früher als Naturalisationspatent bezeichnet und
1836 wurde Henoch der Titel „Geheimer Commercienrat“ verliehen. Andererseits wurde im selben Jahr das Droschkenprivileg nicht verlängert und das Droschkenwesen in Berlin freigegeben, so dass nun ein jeder Droschken betreiben durfte.
Nachdem schon seit 1825 halboffenen Pferdeomnibussen Simon Kremsers. von einigen Stadttoren ins Berliner Umland fuhren und 1838 die Berlin-Potsdamer Eisenbahn eröffnet worden war, entstand auch der Bedarf nach öffentlichen Verkehrsmitteln innerhalb der preußischen Hauptstadt. 1840 eröffnete Israel Moses Henoch die erste innerstädtische Buslinie zwischen dem Potsdamer Bahnhof und dem Alexanderplatz mit drei Pferdeomnibussen.
Israel Moses Henoch verstarb im Alter von 74 Jahren am 24. Dezember 1844 in Dresden an den Folgen eines Schlaganfalls. Sein Grab befindet sich ebenda auf dem 
alten jüdischen Friedhof.

## Stiftung und Bau des Mausoleum für die Familie von der Marwitz, 1837

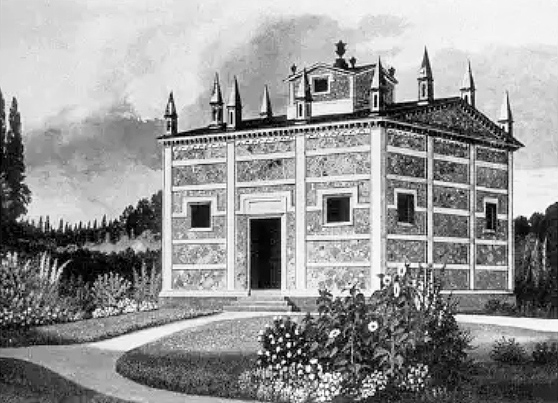
Mausoleum der Familie von der Marwitz 1837 Aquarell von Johann Friedrich Stock (1800–1866) (Original verschollen). Erbauer unbekannt, Stifter Israel Moses Henoch in Gleißen (Glisno)

Im Einweihungsjahr der Gleißener Kirche 1837 wurde nach der zweiten großen Stiftung von Israel Moses Henoch das Mausoleum der Familie von der Marwitz gebaut. Zwei Tafel mit Inschrift aus Gusseisen an der östlichen Giebelfassade kündeten davon.vEs entstand an der Stelle, wo vormals die Fachwerkkirche aus dem 17. Jahrhundert des Dorfes stand. Der Erbauer ist bis heute unbekannt.
Das Mausoleum war ein rechteckiger Saalbau, der aus rosafarbenem, unverputzten Bruchstein errichtet wurde. Aufgesetzte architektonischen Details wurden aus Keramik gefertigt und verputzt. Die unverputzten Fassaden waren von annähernd quadratischen Fenstern und Mauerblenden (Lisenen) gegliedert und horizontale Streifen setzten die Akzente. Der Mausoleumsbau, mit Satteldach von geringer Neigung gedeckt, besaß eine viereckige Laterne. Der Baukörper wurde durch kleine Fialen auch Pinakeln genannt akzentuiert. Nur von der Westseite begehbar befand sich ein Raum, in dem ein hölzernes Epitaph hing, das mit Militaria verziert und dem ehemaligen Gutsbesitzer David von der Marwitz (1650–1707) gewidmet war. Zwei weitere Holzbilder zierten den Raum, einmal das Porträt von Georgius Ambrosius (1643–1706) aus Züllichau (Sulechów) (gestiftet vom Gleißener Pfarrer David Christian Goltze) und das zweites zeigte Christianus Ambrosius (1704–1728). In der Krypta, die eine tonnengewölbte Decke besaß, lagerte man Grabsteinfragmente und Figuren aus dem 17. Jahrhundert.
Das Mausoleum ist nicht erhalten, im stark maroden Zustand wurde es 1977 abgerissen und ein Dorfkulturhaus entstand. Das Holzepitaph von der Marwitz gilt seit dieser Zeit als verschollen.

## Henochs Erbe in der Zeit des Nationalsozialismus
Bis 1930 stand über dem Kircheneingang diese Inschrift:

„Dieses Gotteshaus erbaute seiner christlichen Gemeinde im Jahre 1837 der zeitige israelitische Besitzer der Herrschaft Gleissen, Israel Moses Henoch.“

Von den Nationalsozialisten wurden die Inschrift, das Porträt von Henoch in der Kirche Gleißen und alle seine öffentlichen Stiftungen ausgelöscht und sie versuchten sein Angedenken in der Gemeinde zu zerstören.

## Familie
- Sohn Joseph (geboren 1790, gestorben vor 1848)
- Enkel (Sohn von Josef) (* 16. Juli 1820, † 25. August 1910), ließ sich 1842 taufen und wurde ein berühmter Kinderarzt.[11]
- Sohn Hermann (geboren 3. Juni 1803; gestorben unbekannt), war Fondshändler an der Börse, Bankier und wurde Eisenbahndirektor der Niederschlesischen-Märkischen Eisenbahngesellschaft. 1837 übernahm er das Droschkengeschäft seines Vaters.[12]
- Bruder Moses Henoch Henoch (später Hermann Moritz Henoch, geboren 27. April 1776; gestorben unbekannt) Kaufmann[13]
- Enkel Moritz (Sohn von  Hermann Moritz) (geboren 2. September 1803; gestorben 24. März 1857) Manefakturwarenhändler[14]
- Enkel Heinrich (Sohn von  Hermann Moritz) (geboren 12. Juni 1805; gestorben nach 1891)[15]